# Ponte de Aljezur
A Ponte de Aljezur é uma infra-estrutura na vila de Aljezur, na região do Algarve, em Portugal. Cruza a Ribeira de Aljezur.

## Descrição
A ponte apresenta um tabuleiro plano com cerca de 39 m por 6 m, suportado por três arcos abatidos sobre dois pilares rectangulares com talhamares em forma de meia laranja, tanto a montante como a jusante. A estrutura da ponte é feita em alvenaria pintada em tons brancos, enquanto que as aduelas dos arcos, os pilares e os talhamares são em cantaria. Foi construída de forma semelhante à ponte anterior, já desaparecida, que também possuía arcos abatidos. Está situada junto à foz da Ribeira de Alfambras na Ribeira de Aljezur, numa zona de grande diversidade vegetal e animal. No lado jusante da ponte situam-se os vestígios do antigo porto fluvial, e nas imediações encontravam-se os edifícios da estalagem e da Casa da Portagem, já desaparecidos, e o complexo do Mercado Municipal. Mais a Norte encontraram-se os vestígios de uma outra ponte sobre a Ribeira de Aljezur, em pedra, situada junto à confluência da Ribeira do Areeiro.
A estrutura tem uma grande importância, não só a nível local, porque liga o mercado e os dois núcleos urbanos da vila, o novo e o antigo, mas também a nível regional, como parte da Estrada Nacional 120, que liga o Alentejo ao Algarve.

## História
A primeira ponte sobre a ribeira em Aljezur terá sido construída durante o período medieval, e estava situava a curta distância da ponte contemporânea, no sentido jusante, sensivelmente no local onde foi depois construido o viaduto pedonal. A estrutura foi alvo de obras de reconstrução durante os séculos XVII ou XVIII, durante os quais terão sido reaproveitados os elementos do arranque e do arco na margem direita, que são visíveis numa fotografia de 1938. Em 4 de Março de 1947, a ponte foi destruída por uma cheia, tendo a presente sido construída na segunda metade do século XX. Em 2011 foram feitos trabalhos arqueológicos no local, sob a coordenação de João Carlos Castelo Branco Soares Albergaria, no âmbito dos estudos de impacto ambiental da planeada variante à Estrada Nacional 120, não tendo sido descobertos quaiquer vestígios da ponte antiga.
Em 19 de Maio de 2020, a Câmara Municipal de Aljezur assinou o contrato para a construção de uma nova ponte pedonal, que iria permitir a remoção dos passeios da ponte rodoviária, que eram muito estreitos, melhorando desta forma o trânsito automóvel e garantindo uma travessia mais segura para os peões.